# Eian Sandvik
Eian Sandvik (28 marzo 1989) è un ex sciatore alpino norvegese.

## Biografia
Eian Sandvik ha esordito nel Circo bianco il 4 dicembre 2004, disputando uno slalom gigante valido come gara FIS a Hemsedal, dove è giunto 23º. Tre anni dopo, il 10 gennaio 2007, ha debuttato in Coppa Europa a Pozza di Fassa partecipando a uno slalom speciale, senza riuscire a concludere la prima manche.
L'anno seguente ha partecipato ai Mondiali juniores di Formigal 2008 riuscendo a vincere la medaglia d'argento in discesa libera, mancando l'oro iridato giovanile, andato all'italiano Hagen Patscheider, per un solo centesimo di secondo. Il 13 marzo 2010 ha disputato a Tarvisio la sua ultima gara in Coppa Europa, una discesa libera che ha chiuso al 52º posto; la sua ultima gara è stata lo slalom speciale FIS di Sun Valley del 31 marzo 2014, chiuso da Sandvik al 12º posto. In carriera non ha mai esordito in Coppa del Mondo né preso parte a rassegne olimpiche o iridate.

## Palmarès

### Mondiali juniores
- 1 medaglia:
  - 1 argento (discesa libera a Formigal 2008)

### Coppa Europa
- Miglior piazzamento in classifica generale: 129º nel 2009

### Nor-Am Cup
- Miglior piazzamento in classifica generale: 25º nel 2011

### Campionati norvegesi
- 2 medaglie[2]:
  - 1 oro (discesa libera nel 2009)
  - 1 argento (discesa libera nel 2007)